# Vierte Isonzoschlacht
1915

1. Isonzo – 2. Isonzo – Erste Dolomitenoffensive – Zweite Dolomitenoffensive – 3. Isonzo – 4. Isonzo – Lavarone (1915–1916)
1916

5. Isonzo – Südtiroloffensive – 6. Isonzo (Doberdo) – 7. Isonzo – 8. Isonzo – 9. Isonzo – 
Lawinenkatastrophe
1917

10. Isonzo – Ortigara – 11. Isonzo – 12. Isonzo – Pozzuolo – Monte Grappa
1918

Piave – San Matteo – Vittorio Veneto
Die Vierte Isonzoschlacht fand während des Ersten Weltkrieges zwischen den Streitkräften Österreich-Ungarns und Italiens zwischen dem 9. November und dem 15. Dezember 1915 im Bereich von der Ortschaft Plava (heute Plave) bis zur Adria statt.

## Die Angriffsphasen
Die Vierte Isonzoschlacht ist in vier Abschnitte zu unterteilen:
- 9.–13. November: Angriffe im gesamten Frontbereich Plava bis zur Adria
- 14.–15. November: Kämpfe auf der nördlichen Hochfläche von Doberdò
- 18.–22. November: Durchbruchsversuch bei Oslavija (heute Oslavia, Stadtteil von Gorizia)
- 24. November–14. Dezember: Durchbruchsversuche im gesamten Frontabschnitt

In einem gewaltigen Ansturm versuchten die Italiener erneut, das Doberdò-Plateau sowie Görz zu erobern. Görz wurde dabei durch italienisches Geschützfeuer fast völlig zerstört. Auch diese Offensive brachte nicht den erhofften Erfolg, da alle italienischen Angriffe abgewehrt wurden. Als der Winter einbrach, ließ Generalstabschef Luigi Cadorna die Angriffe einstellen.

## Truppenstärken

Österreichisch-ungarische Infanterie am Isonzo

### Angriffsverbände
Bereitgestellt waren die 3. Italienische Armee unter dem Kommando des Generals Herzog von Aosta im Abschnitt von Görz und die die 2. Armee unter General Pietro Frugoni im Bereich des Monte Krn.
Dies waren: 370 Bataillone Infanterie (italienisch = Fanti), Alpini, Bersaglieri, Zappatori und Artiglieri mit 1.374 Geschützen.

### Abwehrtruppen
Der Frontbereich gehörte zum Abschnitt Armeegruppe – General der Kavallerie Rohr / 5. Armee – General Boroevic / Bereich der 93. Infanterietruppendivision – Generalmajor Boog und 57. Infanterietruppendivision – Feldmarschalleutnant Goiginger mit
Dies waren: 155 Bataillone Infanterie, Jäger, Landwehr, Honvéd, Bosniaken, Pioniere und Artilleristen mit 626 Geschützen.

## Hintergründe
Die Vierte Isonzoschlacht wird auch „Parlamentsschlacht“ genannt. Der italienische Oberbefehlshaber General Luigi Cadorna wollte unter allen Umständen und ohne Rücksicht auf mögliche Verluste vor den Parlamentswahlen einen Erfolg erzwingen, denn die bisherigen katastrophalen Misserfolge drohten Italien in eine innenpolitische Krise zu stürzen.

Die Hochfläche von Doberdo

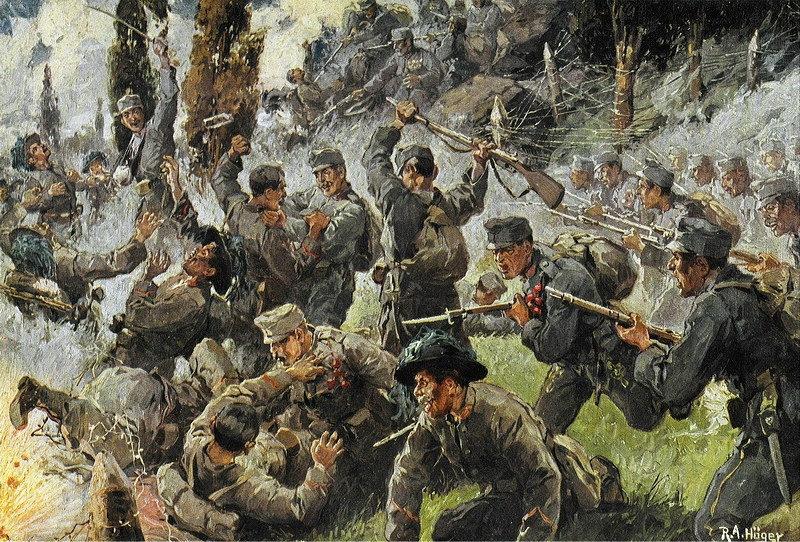
Nahkampf auf dem Doberdo

## Lage

### 9.–13. November
Unterstützt von massiver Artillerie auf dem jenseitigen Isonzoufer versuchten die Italiener zunächst, bei Plava und über die Ortschaft Zagora sowie den 611 m hohen Berg Kuk gegen den Monte Santo und den Monte San Gabriele vorzudringen. Die beiden Berge auf der linken Isonzoseite überragen das Tal von Görz, womit die Absicht der Italiener offenlag, dieses Tal von Norden her zu umgehen. Nach siebenmaligem Ansturm konnten italienische Kräfte am 10. November zunächst in den Südteil von Zagora eindringen, wurden jedoch bereits am 11. November wieder daraus vertrieben. Weitere Angriffe blieben erfolglos. Bereits der erste am Monte Sabotino vorgetragene italienische Angriff blieb im massiven Abwehrfeuer stecken, auch weitere Bemühungen führten zu keinem Erfolg. Sturmangriffe auf das Dorf Oslavija, das auf dem rechten Ufer des Isonzo in der Nordsenke der Podgora-Stellung zwischen dem Sabotino und der Podgorahöhe dicht an der Straße nach Görz liegt, wurden vom „Krainerischen Infanterie Regiment ‚Ritter von Milde‘ Nr. 17“ zurückgeschlagen. Italienische Reserven, die aus dem Raum von Lucinico herangeführt werden sollten, wurden von österreichisch-ungarischer Artillerie bereits auf dem Anmarsch aufgerieben.
Auf der Hochfläche von Doberdo fanden am 10. und 11. November erbitterte Nahkämpfe statt. Italienische Infanterie begann die Angriffe gegen 11:00 Uhr am Vormittag und führte sie ergebnislos bis zum Anbruch der Dunkelheit fort. Bei Peteano vermochten die Angreifer nach einem ersten Versuch nicht, die Sperrfeuerzone zu durchdringen, und blieben davor liegen. Am Nordosthang des Monte San Michele wurde durch die italienische Infanterie vorübergehend ein Grabenstück erobert, dieses konnte allerdings nicht gehalten werden. Im Abschnitt des San Martino standen das „Ungarische Infanterie Regiment ‚Freiherr von Conrad‘ Nr. 39“ aus Wien und Debrezin, sowie das „Ungarische Infanterie Regiment Nr. 46“ aus Szeged und Avtovac (Bosnien) im schwersten Feuer. Hier wurden die Gräben im verbitterten Nahkampf verteidigt und behauptet. Weiter südlich am Monte dei sei Busi lag das steirische „k.k. Landwehr Infanterie Regiment Nr. 26“ aus Marburg und Cilli. Es wies am 10. November allein fünf italienische Sturmangriffe ab. Verbürgt ist, dass die Steirer die italienischen Offiziere vor jedem bevorstehenden Angriff mit Rufen „Avanti, avanti“  auf das Äußerste provozierten, woraufhin diese die Mannschaften vorwärtstrieben und sie dazu brachten, nahezu deckungslos auf die österreichisch-ungarischen Gräben zu stürmen. Im Kreuzfeuer der Maschinengewehre brachen alle fünf Angriffe zusammen.

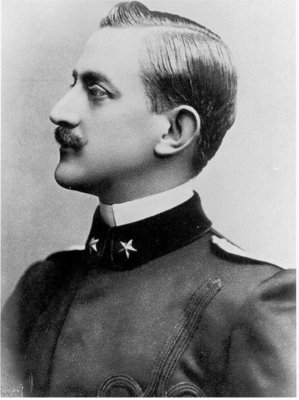
General Herzog von Aosta

### 14.–15. November

Monte San Gabriele

Gegenüber dem Monte San Michele, dem der zweite Abschnitt der Schlacht galt, erhebt sich am anderen Ufer, der italienischen Seite, des Isonzo der Monte Fortin. Dieser Berg war gespickt mit Artillerie, unter deren Schutz die Angreifer am 14. November versuchten, den Monte San Michele zu erobern. Sie konnten in einzelne Grabenabschnitte am Nordhang eindringen, wurden jedoch bei sofort durchgeführten Gegenstößen wieder hinausgedrängt. Eine Wiederholung des Angriffs am nächsten Tag, diesmal als Zangenbewegung ausgeführt, brachte auch hier nur begrenzten Erfolg. Einige eroberte Grabenabschnitte mussten gegen Abend wegen österreichisch-ungarischer Gegenstöße geräumt werden.

### 18.–22. November
Hier begannen die Italiener einen Durchbruchsversuch bei Oslavija an der Straße St. Florian-Pevma-Görz. Einzelne italienische Sturmkolonnen konnten bis an die österreichisch-ungarischen Verteidigungsgräben vordringen, wurden hier jedoch im Nahkampf abgewiesen. Vor Oslavija wurden über 1000 tote Angreifer gezählt. Eine vormalige österreichische Stellung, die in einer vorangegangenen Gefechtshandlung von den Italienern erobert und danach stark ausgebaut worden war, wurde anschließend von der österreichisch-ungarischen Artillerie unter konzentrisches Feuer genommen. Das schwächte die Moral der Besatzung dermaßen, dass eine schwache Abteilung des Infanterie-Regiments Nr. 17 unter dem Kommando des Reserveleutnants Dr. Josef Freitag die befestigte Stellung ohne Verluste erobern und die Besatzung gefangen nehmen konnte. Weitere Stellungen wurden von Abteilungen des „Böhmischen Infanterie Regiments Erzherzog Leopold Salvator Nr. 18“ aus Königgrätz und Nevesinje und des „Galizischen Infanterie Regiments Philipp Herzog von Württemberg Nr. 77“ aus Sambor und Tuzla eingenommen. Am 28. und 29. November versuchten die Italiener zweimal, die verlorenen Stellungen zurückzuerobern, konnten jedoch den österreichischen Sperrfeuergürtel nicht passieren und mussten die Angriffe abbrechen.

### 24. November–14. Dezember
In diesem Zeitabschnitt versuchte die Armee des Herzogs von Aosta nochmals in laufenden Angriffen, einen nennenswerten Erfolg zu erzielen. Es wurde mehrmals vergeblich versucht, den Monte San Michele und den Monte San Martino einzunehmen. Als einziger dauerhafter Erfolg verblieb den Italienern die Eroberung des Kirchenrückens von Oslavija, was aber in keinem Verhältnis zum betriebenen Aufwand stand. Danach verebbte die Schlacht langsam, und am 17. Dezember erklärte der österreichisch-ungarische Generalstab seinerseits die Schlacht für beendet.